# Гай Норбан Флакк (консул 15 року)
Гай Норбан Флакк (лат. Gaius Norbanus Flaccus; ? — після 25) — політичний і державний діяч часів ранньої Римської імперії, консул 15 року.

## Життєпис
Походив з роду нобілів Норбанів. Син Гая Норбана Флакка, консула 24 року до н. е., та Корнелії Бальби (доньки Луція Корнелія Бальби Молодшого). Гарні стосунки родини Норбанів та Корнеліїв Бальбів з імператором Октавіаном Августом сприяли кар'єрі молодого Гая Норбана.
В 11 році став міським претором. У 15 році обрано ординарним консулом разом Друзом Молодшим, сином імператора Тиберія. Каденція тривала до липня. Під час каденції встановив статую Августа в цирку Фламінія. Після цього став членом жрецької колегії квіндецемвірів священнодійств. Ймовірно у 24-25 роках як проконсул керував провінцією Азія. Подальша доля невідома, можливо помер під час служби.